# Dům U Raka
Dům U Raka na Hradčanech v Praze stojí v ulici Černínská poblíž ústí ulice Nový Svět. Je chráněn jako nemovitá kulturní památka České republiky.

## Historie
Dům se skládá ze dvou přízemních souběžných domů, které byly postaveny pravděpodobně po roce 1774 na místě starších stájí.
V roce 1990 proběhla celková rekonstrukce roubeného domu, při které bylo roubení nahrazeno kopií a došlo ke změně dispozice. Zděný dům byl v roce 1994 přestavěn na penzion, došlo ke změně dispozice a k využití podkroví.

## Popis
Dva přízemní domy stojí na lichoběžníkovém pozemku. Jsou orientovány hloubkově s úzkým obdélným dvorkem uprostřed. Dvůr je při západním i východním okraji uzavřen krátkými úseky ohradní zdi, ve které je při ulici vstupní brána. Původně k severnímu domu přiléhal dvůr s lichoběžníkovitou kůlnou. Z tohoto dvorku vede schodiště na horní terasu, která leží na sousedním pozemku. Ohradní zeď s brankou ohraničuje také tento dvorek; její severní část je však srovnána s terénem sousedního pozemku.

### Roubená stavba
Dům je nárožní a je situován podél jižní strany areálu. Stojí na obdélném půdoryse a je krytý valbovou střechou se šindelem. Jeho západní část je roubená a otevřená do krovu, východní část je zděná. Tento přízemní dům je nepodsklepený.

### Zděná stavba
Dům je umístěn uprostřed pozemku, dvorky a ohradní zeď jsou po stranách. Stojí na obdélném půdoryse a je nepodsklepený. Je krytý valbovou střechou s pultovými vikýři, na střeše je pálená krytina. Fasádu má omítnutou, drobná okna jsou ohraničena plochými šambránami.